# Новий палац (Потсдам)

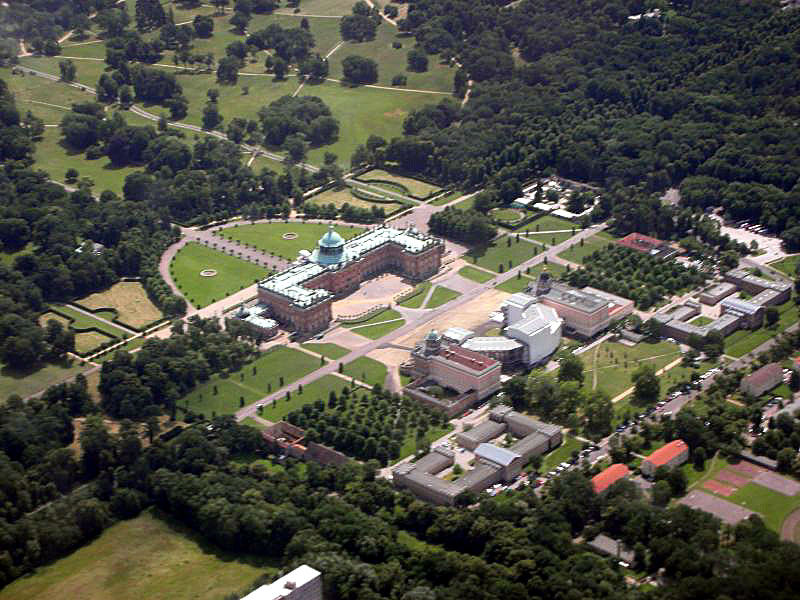

 Новий палац (Потсдам)  (нім. Neues Palais) - останній з великих палаців доби пізнього бароко 18 століття в Пруссії.

## Історія

### Замовник Фрідріх II

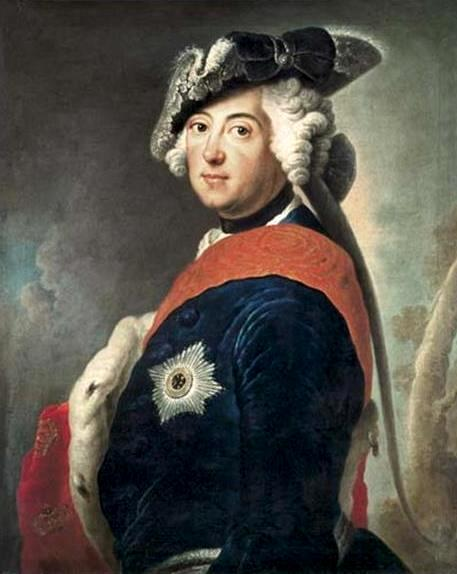
Фрідріх II (король Пруссії) у 1750 р.

Батько Фрідріх-Вільгельм І запам'ятався грубістю, войовичістю, скупістю і неповагою до науковців, хоча Європою вже крокувала доба просвітництва. Так, про геніального німця Лейбніця король відгукувався з неповагою, бо, як казав король,   Ґотфрід Вільгельм Лейбніц не здатен навіть стояти на варті. Сина ( кронпринца ) батько  тиранив і той навіть зробив спробу втекти за кордон. Кронпринца перехопили і навіть хотіли віддати під трибунал як дезертира, та обійшлося. Бо він мало чим нагадував батька, багато читав, полюбляв французьку літературу, сам писав вірші.  Він кохався в музиці, грав на флейті, за що отримав прізвисько - король-флейтист. Саме при його дворі пізніше деякий час працюватиме французький філософ і письменник Вольтер.  Але він наслідував батька в войовничості і провів три війни, розширивши зброєю кордони свого королівства.

### Замова на Новий палац в Потсдамі
Король полюбляв бароко і рококо, і не гнався за новомодним класицизмом, який вже підкорював Європу. Тому і Новий палац витримано в стилі пізнього бароко, а більшість його залів - в стилістиці рококо. Проект створив Йоган Готффрід Бьорінг. 
Палац почали будувати по закінченню Семирічної війни, а його будівництво мало політичну мету доводити сусідам могутність і велич Пруссії. Для побудови відвели східну частину парку Сан-Сусі. Новий палац не планувався як королівська резиденція, а призначався для свят, для «життя напоказ»  та для житла вельможних гостей. Сам Фрідріх II казав, що це палац для вихвалянь. Апартаменти для короля були спроектовані в одному з крил палацу.

## Палац

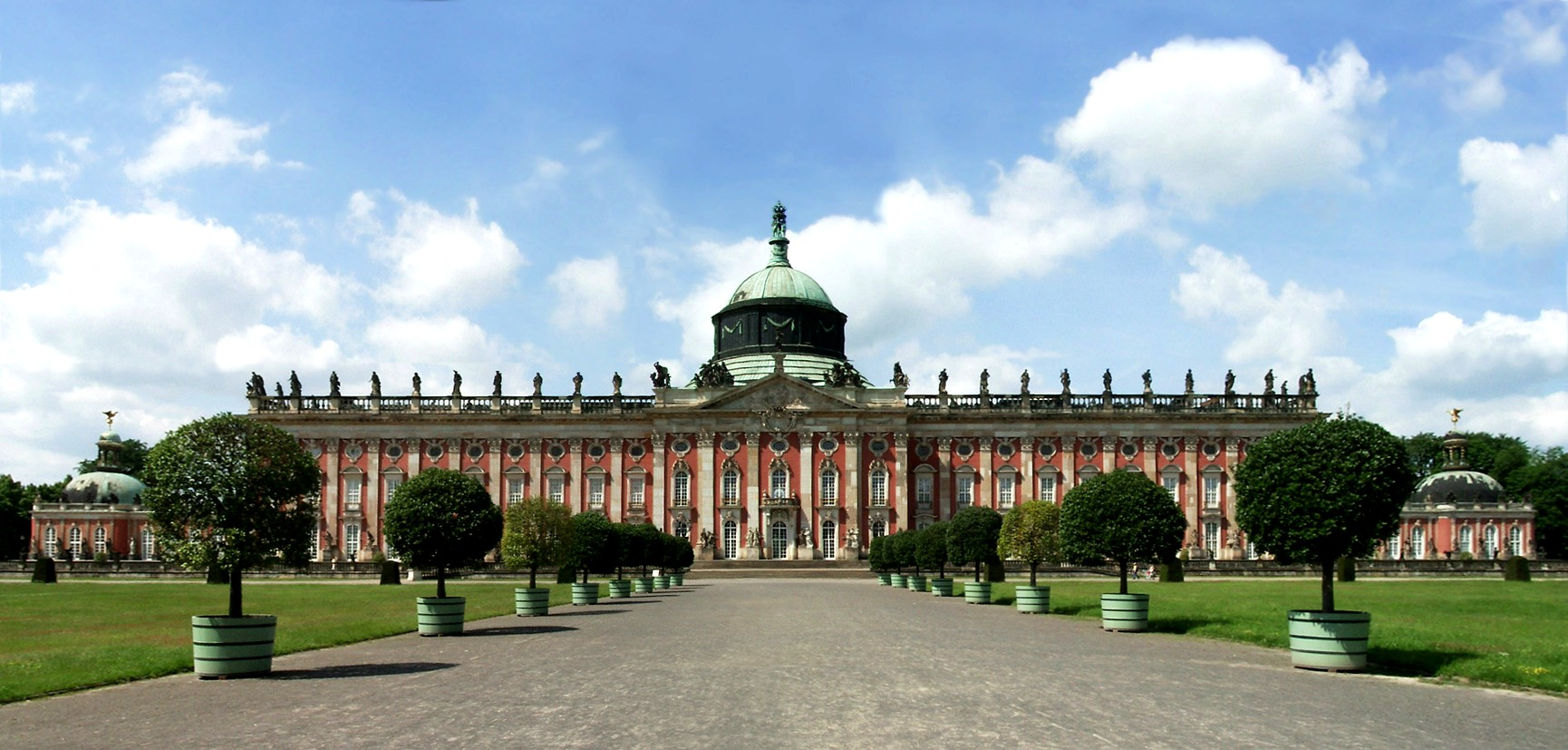
Новий палац, головний фасад

Головний фасад Нового палацу простягся на 220  метрів. Будівництво тривало сім років (1763—1769). Побудований переважно з пісковику, а одна його частина - з червоної цегли. Аби колористично фасад набув єдності, весь він розфарбований під червону цеглу. Палац триповерховий, центр акцентували банею з куполом. Баня і купол не мають вікон і  є декоративною частиною будівлі, ніяк не пов'язаною з залою, що розташована під ним. Фасад прикрашено великими пілястрами, карнизом і парапетом, рясно уставленим скульптурами, що продовжують візуальні осі пілястр. Палац має бічні павільйони та два крила.

## Відомі інтер'єри

### Зал з мушлями
Серед цікавих інтер'єрів палацу на першому поверсі - Грот, простора зала, прикрашена мушлями, особливими блискучими камінцями та битим склом. За припущеннями, взірцями слугували подібні зали в палаці Хет Лоо ( Голландія ) та зала в палаці  Цвінґер ( Дрезден, твір архітектора Матеуса Пепельмана 1713 року).

### Мармуровий зал
Над Гротом розташований Мармуровий зал, що має висоту двох поверхів і прикрашений кольоровим мармуром. Його стіни оздобили також стінописами на міфологічні сюжети та картинами, а стелю - плафоном (живопис) у 240 метрів квадратних ( художник - Шарль-Амадей-Філіп ван Лоо ) . Цей живопис на стелі зображує богів на Олімпі і є найбільшим на північ від Альп.

### Кабінет Фрідріха II
У 18 столітті на хвилі поголовного захоплення аристократів порцеляною з'явилися перші зразки рам з порцеляни. Місцем їх виробництва стала Берлінська порцелянова мануфактура. В середині 18 ст. були віднайдені нові поклади каоліну в містечку Штребель. Після випалення порцеляна з каоліну цього родовища мала значно біліший колір, ніж сировина. Вона так сподобалась, що порцеляну тільки вкривали глазур'ю без розфарбовування. На замову короля Фрідріха II з чисто білої порцеляни виготовили декілька рам для дзеркал, що прикрасили кабінет монарха в Новому палаці Потсдама. Рами прикрашені хвилястими візерунками з додачею квітів та білого птаха. Ті ж візерунки були і на стінах жовтого кабінету, створюючи разом єдиний ансамбль у стилі рококо. Усі рами були  монолітними й дещо великими за розмірами - від 434 на 91 см до 170 на 108 см. Лише незначна частка цих унікальних виробів потрапила в інші країни. Але широкого використання для рам крихкий матеріал не отримав.

### Палацовий театр

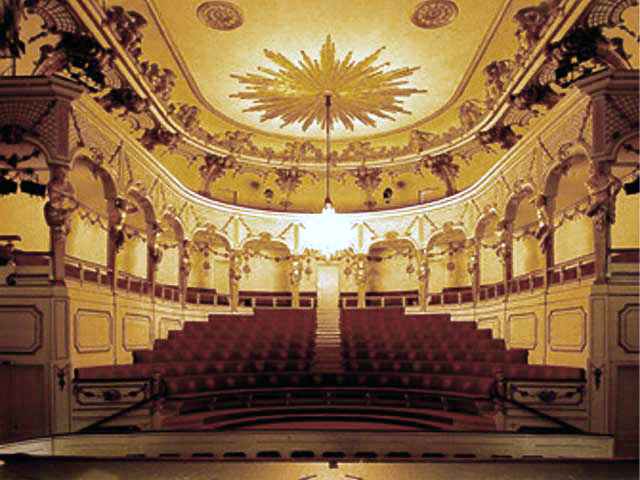

У південному крилі палацу розташували театр. Овальна зала має бічну галерею і партер. Головні кольори - червоний  і білий, декор - визолочений,  зала витримана в стилі рококо. Театр був сословним, але королівської ложі не мав. Належить до найкраще збережених театральних інтер'єрів 18 століття.

## Твори живопису
Палац має колекцію живопису, що мала втрати під час 2-ї світової війни. Кількість творів відомих майстрів - невелика і поступається за якістю картинам палацу Сан-Сусі.

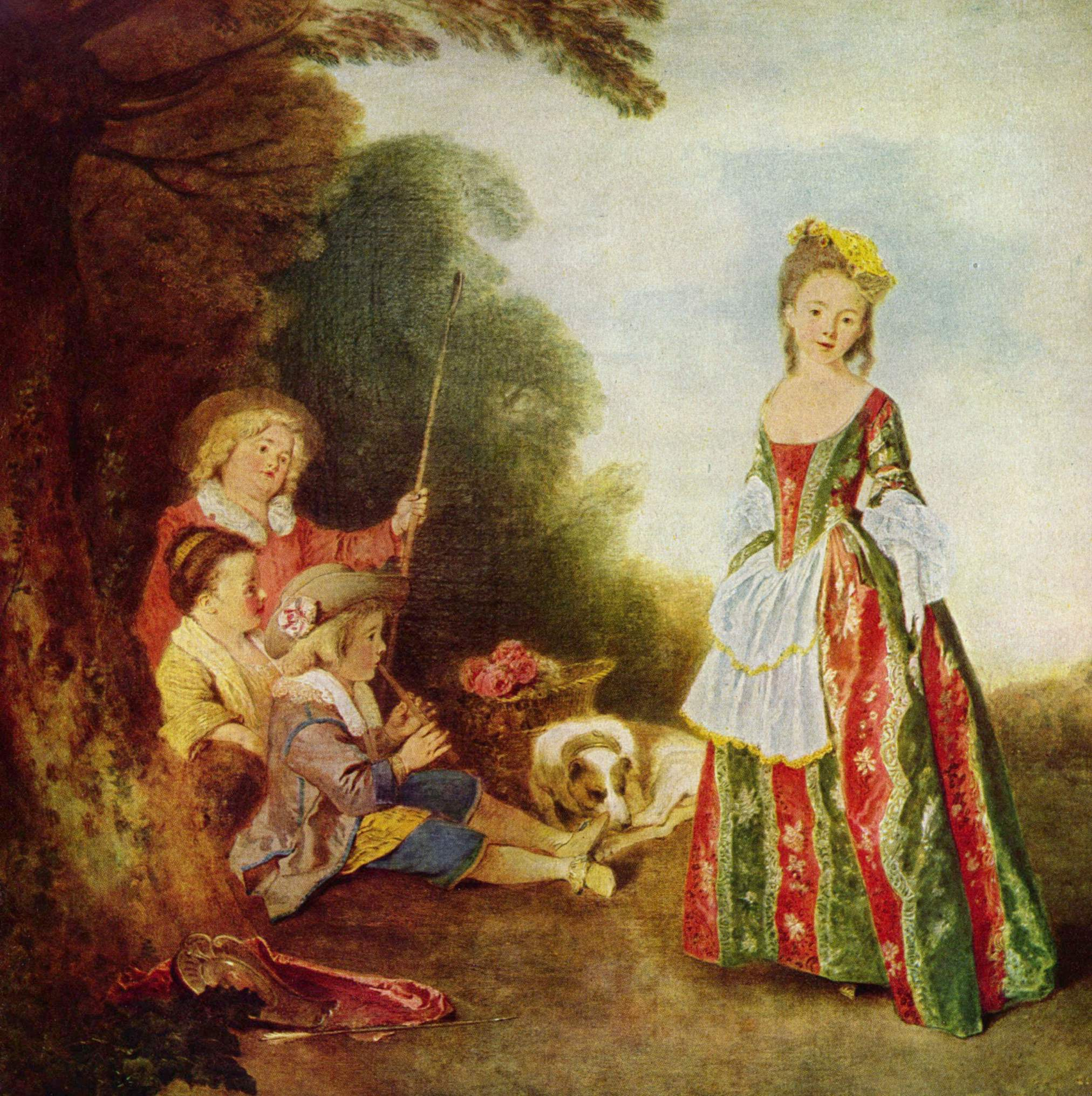
Антуан Ватто, Танок
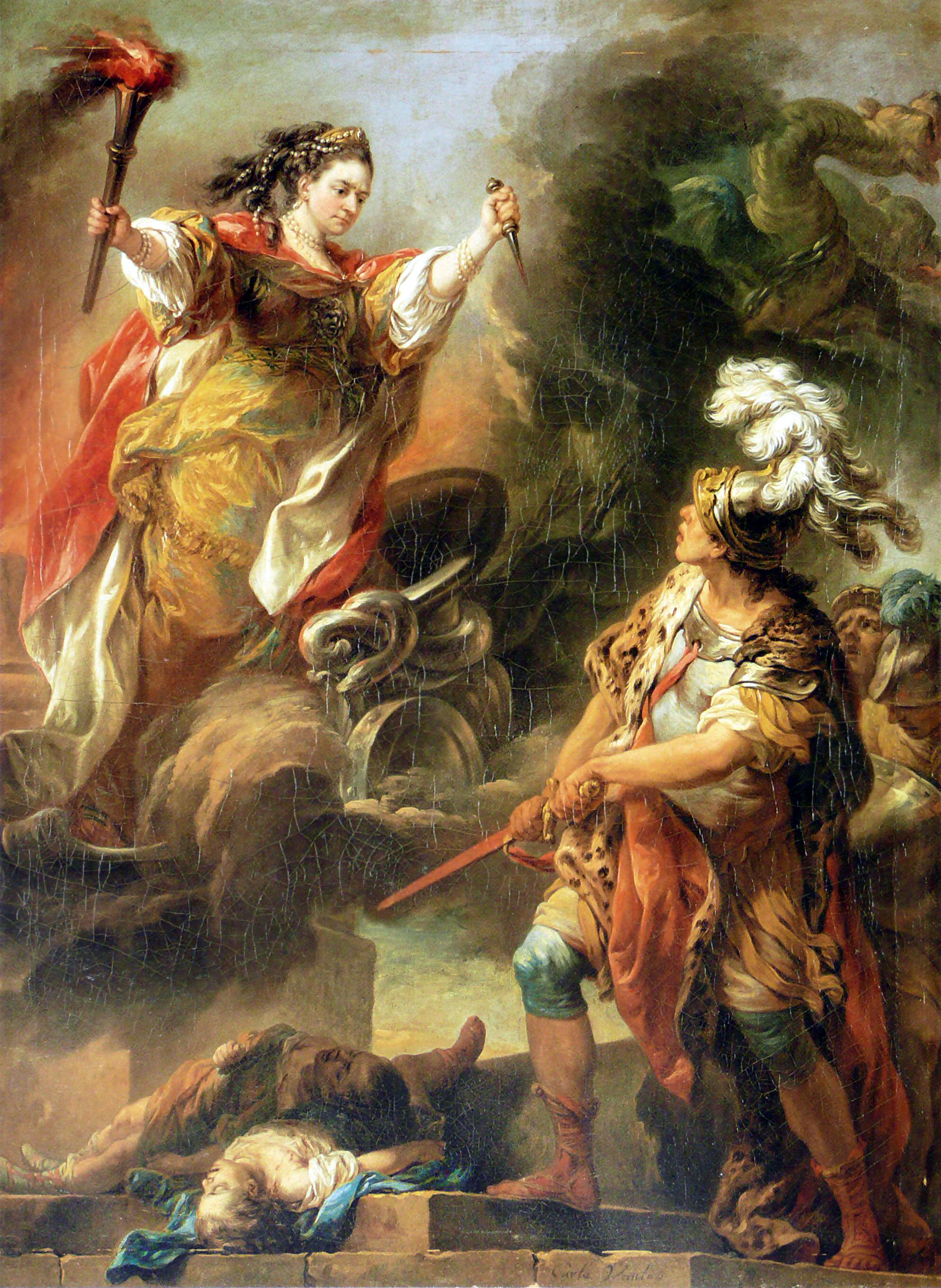
Мадмуазель Клерон у вигляді Медеї.
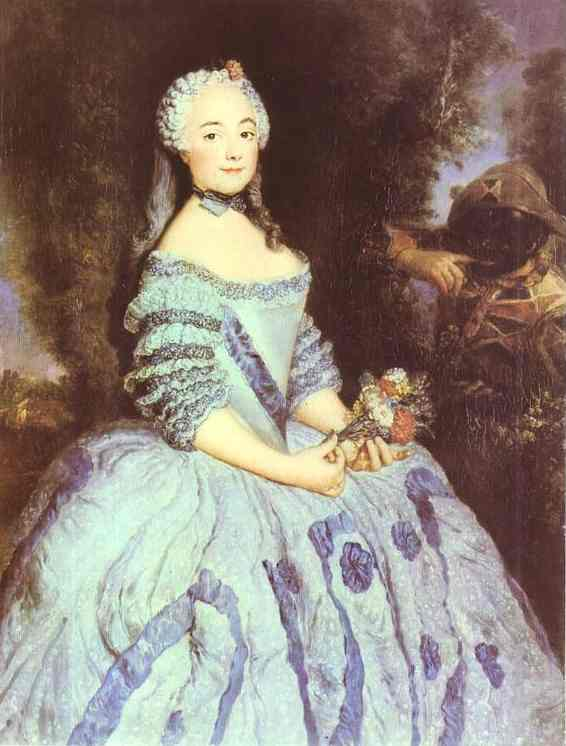
Антуан Пенсе, акторка Бабетта Кокі, 1750 р.

## Парадний двір
Колишній парадний двір облямований будинками для королівської родини, палацових слуг, приміщенням ферми, кухнею, службовими флігелями. За часів короля Вільгельма II у 1896 р. один з павільйонів був з'єднаний з палацом підземним коридором. На 21 століття ці будівлі віддані університету Потсдама.